# Здравоохранение в Йемене

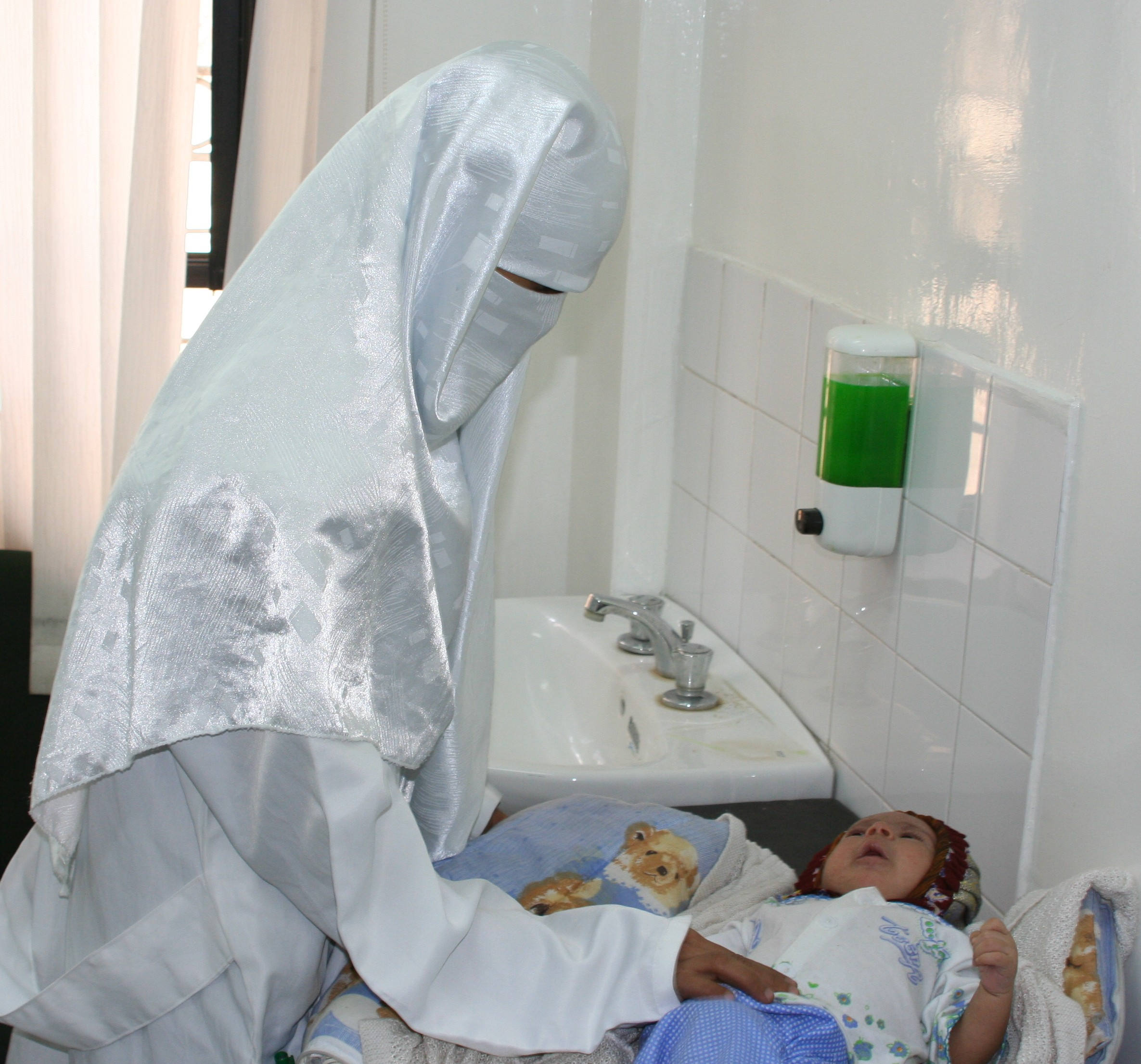
Женщина-доктор обследует ребёнка в Йемене

Здравоохранение в Йемене, несмотря на усилия правительства, находится на крайне низком уровне развития. По состоянию на 2002 год выделялось 3,7% ВВП страны на здравоохранение, однако в сравнении с другими странами Среднего и Ближнего Востока в среднем на душу населения выделяется незначительная сумма: по оценке ООН, она эквивалентна 58 долларам США на человека, по оценке ВОЗ — 23 долларам. С 1995 по 2000 годы, по оценкам Всемирного банка, число врачей в стране выросло на 7%, но по состоянию на 2004 года всего было 3 врача на 10 тысяч человек; в 2003 году на 1000 человек было всего 0,6 койкомест.
Медицинские услуги в сельской местности мало распространены: покрытие составляет только 25% против 80% в городах. Отсутствуют службы скорой помощи и станции переливания крови.

## Текущая ситуация
По оценке на 2019 год, средняя продолжительность жизни в Йемене составляла 66,1 лет. Несмотря на значительный национальный прогресс в течение 10 лет в плане развития здравоохранения, в целом уровень его развития в Йемене остаётся низким. В 2014 году расходы на здравоохранение составляли 5,64% от ВВП. В том же году расходы на здравоохранение на душу населения составляли 202 доллара США.
С 1995 по 2000 годы число докторов в Йемене выросло более чем на 7%. По состоянию на 2014 год на 10 тысяч человек приходилось 5,25 врачей и 7 койкомест. Оказание медицинских услуг слабо распространено в сельской местности: охват там составляет всего 25% против 80% в городской зоне. Детская смертность чаще вызывается болезнями, от которых существуют вакцины и которые в целом возможно предотвратить.
В 2009 году поступили сообщения, что столица Йемена, Сана, рискует остаться полностью без питьевой воды.

### Докризисная ситуация
Ещё до начала вооружённого конфликта против хуситов ситуация со здравоохранением была плачевной, что обуславливалось недостаточными затратами на общественное здравоохранение. В середине 2000-х годов после начала политики либерализации Йемен предпринял попытку внедрить рыночной подход к развитию системы здравоохранения. Однако должного влияния на жителей сельского населения и на малоимующих не наблюдалось: несмотря на закреплённое конституцией всеобщее право на получение услуг здравоохранения, расходы на медицину были сокращены. Большинство госпиталей располагались только в городах. В целом система здравоохранения Йемена включала следующие учреждения:
1. 2929 поликлиник и медпунктов
2. 184 окружных больницы
3. 53 общих больницы
4. 2 специализированных госпиталя

Работа этих учреждений была затруднена из-за крайне небольшого бюджета здравоохранения страны и нехватки кадров. Для разрешения этой проблемы в 2002 году Йеменом была создана окружная система здравоохранения для предоставления медицинских услуг в общественных учреждениях, однако этот проект закрыли из-за плохих результатов. К 2012 году, однако, выросло число частных клиник со 167 в 2002 году до 746.

### Во время войны
В настоящее время функционируют всего 45% медицинских учреждений Йемена: с 2014 года в ходе гражданской войны в результате боевых действий разрушено и повреждено 247 медицинских учреждений. Однако у работающих больниц и клиник наблюдается острая нехватка ресурсов и кадров для оказания услуг необходимого качества: в связи с постоянными боями, артобстрелами и авианалётами гуманитарная помощь не прибывает вовремя, а для сотрудников гуманитарных миссий продвижение к пунктам назначения порой бывает смертельно опасным. Во многих больницах и клиниках не хватает ни медикаментов, ни базового оборудования.
По состоянию на март 2015 года жертвами конфликта стали более 7600 человек, около 42 тысяч были ранены или тяжело заболели. В 2017 году ООН заявила, что с сентября 2016 года врачи в Йемене не получают зарплату, а здравоохранение не финансируется должным образом, что приводило к массовым увольнениям. Оплачивать медицинские услуги пациенты также не в состоянии, несмотря на дешевизну услуг как таковых: всего в стране 14,8 млн. человек нуждаются в срочной медицинской помощи, а 22 млн. человек пострадали в результате гуманитарной катастрофы. В связи с этим в стране началась подготовка медиков из числа волонтёров и студентов.

## Заболевания

### Недоедание
По данным Всемирной организации здравоохранения, более 1,8 млн детей не старше 5 лет страдают от недоедания, у 500 тысяч детей не старше 5 лет эта проблема особенно острая. В среднем доля голодающих детей в мире не старше 5 лет выросла на 12,5 % с 2013 по 2016 годы. В Йемене доля голодавших женщин (от 15 до 49 лет) снизилась за эти же годы с 11,4 до 1,6 %. По оценкам ООН, 4,5 млн людей в Йемене страдают от недоедания.

### Холера
Из-за плохой инфраструктуры в стране во время боевых действий разразилась эпидемия холеры, усугублённая нехваткой пресной воды и невозможностью проводить её очистку от опасных бактерий и микроорганизмов. Местные жители вынуждены были брать неочищенную воду из рек, озёр и колодцев. За три года гражданской войны было зафиксировано 815 тысяч случаев заболевания холерой, 60% пострадавших — дети. Большая часть заболевших проживали в городах, располагавшихся рядом с источниками воды. Последствия разразившейся эпидемии холеры в Йемене привели к тому, что в 2018 году еженедельно, по данным ВОЗ, фиксировалось 10 тысяч новых заражений. Ситуация усугубляется тем, что 19,3 млн. йеменцев, по данным ВОЗ, не имеют доступа к чистой питьевой воде, а здания не соответствуют условиям санитарной безопасности.

### Детская смертность
В 1950 году детская смертность в Йемене насчитывала 370 детей на 1000 новорождённых. К 2015 году этот показатель снизился до 58,6, однако вспышка холеры снова привела к стремительному росту смертности: к 2018 году 9 миллионов детей срочно нуждались в гуманитарной помощи (при общем числе в 20 млн. человек). Согласно журналу Globalization and Health, детская смертность выросла с 53 человек на 1000 новорождённых в 2013 году до 56,8 человек на 1000 новорождённых; смертность матерей составляла 213,4 случая на 100 тысяч новорождённых в 2016 году (прирост на 1,3% по сравнению с 2013 годом).
Основной причиной детской смертности считаются голод и недоедание: в 2018 году утверждалось о 2 миллионах детей, страдавших от голода и недоедания из-за гражданской войны. Согласно UNICEF, 462 тысячи детей крайне нуждаются в продовольствии; за 3 года войны от голодной смерти умерли 85 тысяч детей не старше 5 лет (без учёта пропавших без вести, эвакуированных или тяжело больных к тому моменту). В дурном обращении с детьми обвиняются как хуситы, так и правительственные силы: около 6500 детей были убиты в ходе боевых действий, а по некоторым данным, около 800 вынуждены были участвовать в боях.

### Прочие заболевания
По состоянию на март 2018 года дифтерией были заражены 1300 человек (80% — дети), к 21 февраля 2018 года 66 человек скончались. Также с 2013 по 2016 годы снизилось количество вакцинированных детей: самый серьёзный спад составил 36,4% в Адене. Среди детей в возрасте до 5 лет выросло число случаев диареи (7 случаев на человека в год); количество больных анемией в средней и тяжёлой форме варьируется от 50,9% (24,9 — 73,1) в Санаа до 97,8% (94,1—99,2) в Шабва по состоянию на 2016 год. Число женщин репродуктивного возраста, страдающих от недоедания, варьируется от 15,3% (8,1—24,6) в Санаа до 32,1% (24,1—39,7) в Хаджа при среднем национальном показателе 24,6% (18,7—31,5%).

## Зарубежная помощь
Основные усилия по предотвращению распространения холеры предпринимает ЮНИСЕФ, проводя вакцинацию йеменцев (в том числе детей). По состоянию на 4 декабря 2018 года США выделили 696 миллионов долларов за всё время гражданской войны на оказание гуманитарной помощи; помощь оказывают экспортом продовольствия Саудовская Аравия и ОАЭ на сумму 500 миллионов долларов США, что может гипотетически помочь 12 миллионам йеменцев. В апреле 2018 года гуманитарную помощь выделила Россия в размере 1 миллиона долларов по линии ВПП ООН, выделив за два года всего 4 миллиона долларов.
В 2016 году Всемирная организация здравоохранения создала сеть медицинских учреждений, насчитывающую 414 медицинских пунктов в 145 округах, а также более 400 мобильных госпиталей и команд продовольственной помощи в 266 округах. Также были созданы 26 центров предотвращения распространения холеры; целью ВОЗ также является помощь 4,5 миллионам детей не старше 5 лет и 3 миллионам взрослых (доставлено 565 тонн вакцин и медикаментов). В 2017 году на всю медицинскую помощь йеменцам ВОЗ выделялся бюджет размером 219,2 млн. долларов США, а также дополнительно 430,4 млн. долларов на развитие сферы здравоохранения в Йемене. Ожидалось, что будет оказана помощь 2,6 млн. женщин и 5,8 млн. детей.
В 2015 году для оказания экстренной медицинской помощи Международный комитет Красного Креста потребовал от обеих воюющих сторон заключить перемирие на сутки.